# Надер ад-Дахаби
Надер ад-Дахаби (араб. نادر الذهبي‎; род. 7 октября 1946, Амман) — с 22 ноября 2007 по 14 декабря 2009 года — премьер-министр Иорданского Хашимитского Королевства.
Начал свою карьеру в Королевских Иорданских ВВС, а затем стал командиром (Royal Jordanian) воздушных сил. Он также получил степень магистра в области государственного управления в Обернском университете (Алабама, США) в 1987 году.
Его брат Мухаммад, бывший глава разведки, в 2012 году был приговорён к 13 годам тюрьмы.